# Lavi Somthongkham
Lavi Somthongkham (* 1. April 2004 in Vientiane) ist ein laotischer Fußballspieler.

## Karriere

### Verein
Lavi Somthongkham erlernte das Fußballspielen in der Jugendmannschaft von Muanghat United FC. Seit Anfang 2023 steht er beim Erstligisten Ezra FC in der Hauptstadt Vientiane unter Vertrag. Sein Erstligadebüt gab Somthongkham am 18. Februar 2023 (1. Spieltag) im Auswärtsspiel gegen den Viengchanh FC. Bei der 2:1-Niederlage wurde er nach der Halbzeitpause für Athit Louanglath eingewechselt.

### Nationalmannschaft
Lavi Somthongkham bestritt im Rahmen der AFF U-19 Youth Championship drei Spiele für die laotische U19-Nationalmannschaft.